# Clivio Piccione
Clivio Piccione (Monte Carlo, 24 de Fevereiro de 1984) é um automobilista monegasco. Correu em 2005 na GP2 Series pela equipe Durango. Em 2006 disputou pela DPR. Atualmente participa do FIA GT.

## Registros naGP2 Series
| Ano  | Equipe      | No. | Corridas | Poles | Vitórias | Pontos | Posição final |
| 2005 | Durango     | 24  | 23       | 1     | 1        | 14     | 15°           |
| 2006 | DPR Direxiv | 21  | 21       | 0     | 0        | 18     | 12°           |